# 4422-es mellékút (Magyarország)
A 4422-es számú mellékút egy négy számjegyű mellékút Csongrád-Csanád és Békés vármegyék határvidékén. Orosháza és Makó városok összekötésére épült, de korábbi jelentőségét régen elveszthette, Békés vármegyei szakasza a jelenleg érvényes kilométer-számozás szerint nem is tartozik hozzá.

## Nyomvonala

### Megszűnt szakasza Békés vármegyében
Az út Orosháza központjának déli részén indulhatott, alighanem a mai 4429-es útból kiágazva, annak 45+400-as kilométerszelvénye közelében, Makói utca néven, dél-délnyugati irányban. Néhány utcasaroknyi távolság, kevesebb, mint fél kilométer után a nyomvonal elér a belterület déli széléhez, a Google Utcakép felvételein nagyjából odáig követhető. Ahol a felvételek megszakadnak, az látható, hogy az utat eredetileg macskakő burkolattal építették ki, ami jóval időtállóbbnak mutatkozik a később felvitt aszfaltburkolattal, utóbbi meglehetősen hézagosan és málladozva borítja – egyre kisebb felületen – a bazaltkockákat.
Kevéssel ezután az út keresztezi a Mezőtúr–Battonya-vasútvonal vágányait, amiket elhagyva már szinte teljesen déli irányt követve folytatódik. Bő három kilométeren lehet túl, amikor átlép Kardoskút területére, s a térképi források alapján feltételezhető egykori nyílegyenes nyomvonala onnantól a 4418-as útig a műholdas légi felvételeken egyáltalán nem követhető. Elképzelhetőnek tűnik, hogy a nagyüzemi mezőgazdálkodáshoz szükséges nagyméretű gabonatáblák kialakíthatósága érdekében ezt a keveset használt útszakaszt teljesen elbontották, építőanyagát pedig a mezőgazdasági járművek számára kedvezőbb nyomvonalú utak építéséhez használták fel.
Kardoskút Pusztaközpont településrészénél keresztezi a nyomvonal a 4418-as utat, néhány lépéssel annak 4. kilométere előtt, majd onnan a Körös–Maros Nemzeti Park Kardoskúti Fehér-tó természetvédelmi területének keleti határvonalát kísérve húzódik, a korábbinál kicsit nyugatabbi irányt követve. A Google Utcakép felvételein ez az útszakasz olyannak látszik, mint amit egykor kövezett módon, de csak szabálytalan méretű kövekből rakott burkolattal építettek ki, a szabályosan rakott macskaköveknek nincs nyomuk.
Nagyjából 12-13 kilométerre járhat a nyomvonal a kezdőpontjától, amikor átlépi Békéssámson határát. Ezen a szakaszon újból dél-délnyugat felé húzódik, amíg nem éri el a 4421-es utat, annak majdnem pontosan a 10. kilométerénél. (A Google Utcakép felvételein a 4421-esbe becsatlakozó útszakasz hasonlónak látszik, mint a 4418-as keresztezésénél, de állapota még silányabbnak tűnik.) Körülbelül háromszáz méteren itt a két útnak közös szakasza lehetett, ekkora a távolság az itt már beazonosítható folytatásig: a Békéssámson belterületére vezető és azon dél felé 3 kilométer hosszan végighúzódó, jelenlegi útszámozása szerint 44 149-es számot viselő bekötőút kiágazásáig. A falu déli szélét elhagyva az út eredeti nyomvonalának légi felvételek alapján történő követése újra bizonytalanná válik. A község déli határszélén húzódó szakasz viszont ismét megjelenik a Google Utcakép felvételein: a nagyjából egy keréknyomnyi széles út burkolata ott macskakő, aszfaltozás nélkül.

### Csongrád-Csanád vármegyei szakasza
Az országos közutak térképes nyilvántartását szolgáló kira.gov.hu nyilvántartásában, a lekérdezés időpontjában elérhető adatok azt mutatták, hogy az út aktuálisan csak Békés vármegye és Csongrád-Csanád vármegye határától számít állami közútnak, a 23+279-es kilométerszelvényétől. Nagyjából 2 kilométeren még a megyehatárt kíséri, csak azután lép be teljesen ez utóbbi vármegye, és azon belül is Makó területére; innentől a város nagy kiterjedésű északi külterületei között húzódik többé-kevésbé déli irányt követve. Elhalad a Bogárzó nevű külterületi városrészhez tartozó, Móra Ferenc egyik elbeszélésében is megörökített Hatrongyosi tanyacsoport mellett, majd a 26,750-es kilométerszelvénye közelében kiágazik belőle kelet-délkelet felé a 4423-as út, ez nyugat-keleti irányban tárja fel a bogárzói tanyavilágot.
A 32. kilométere táján az Igás nevű külterületi városrészt érinti, 37,6 kilométer után felüljárón, csomópont nélkül keresztezi az M43-as autópálya nyomvonalát, 39,6 kilométer után pedig eléri a város belterületét. Nem sokkal ezután nyugat felől mellésimul a Szolnok–Hódmezővásárhely–Makó-vasútvonal nyomvonala, és egymás mellett haladnak el a 430-as főút felüljárója alatt. Ezután az út újból eltávolodik a vasúttól, de csak annyira, hogy kényelmes kanyart tudjon venni ahhoz, hogy utána merőlegesen keresztezhesse a vágányokat. Kevesebb, mint 300 méterrel ezután véget is ér, beletorkollva a 430-as főúttól a belvárosig vezető 44 152-es útba. Végpontjának kilométer-számozását a kira.gov.hu oldal 39+1525 formában tünteti fel.
Teljes hossza, az országos közutak térképes nyilvántartását szolgáló kira.gov.hu adatbázisa szerint nem állapítható meg egyértelműen, eredetileg meghaladhatta a 40 kilométert, a jelenlegi kilométer-számozás szerinti szakasza valamivel hosszabb 17 kilométernél.

## Története
A Kartográfia Vállalat 1970-ben megjelent, 1:525 000 léptékű, Magyarország autótérképe című kiadványa az utat még teljes hosszában feltünteti, kisebb, Békéssámson lakott területéhez közeli, és leginkább a térség vízfolyásaival összefüggőnek gondolható turbulenciáktól eltekintve majdnem nyílegyenesen húzódó nyomvonallal. Orosháza belterületének déli széle és a 4421-es út közti szakaszt a térkép fontosabb földútként tünteti fel, és megjelenik ez a jelölés egy rövid szakaszon Békéssámson lakott területétől délre is; minden más szakasza "egyéb pormentes út" jelöléssel szerepel.
Az 1989-ben kiadott Magyarország autóatlasza is feltünteti még az utat annak teljes hosszában, de a Békés vármegyei szakaszokat már szinte végig – a Békéssámson lakott területét érintő és a megyehatár közvetlen közelében húzódó két szakasz kivételével – "fontosabb földút" jelölés ábrázolja.
Ha az út békési szakaszának a leépítésében, visszafejlesztésében tudatosság is szerepet játszott, abban az esetben a számításba vett szempontok között alighanem az 1960-as évek dereka óta természetvédelmi oltalom alatt álló Kardoskúti Fehér-tó minél magasabb fokú zavartalanságának biztosítása is szerepelhetett. Függetlenül attól, hogy ez összefüggésben állt-e a közforgalomnak az útról való levételével, e lépés a természetvédelmi célokkal kétséget kizáróan összhangban lehetett.